# 静岡市立東豊田中学校
静岡市立東豊田中学校（しずおかしりつ ひがしとよだちゅうがっこう）は、静岡県静岡市駿河区国吉田五丁目に所在する公立中学校。

## 沿革

### 経緯
1947年、静岡市立東豊田中学校として一旦開校。しかし、2年後の1949年に学区が隣接する西豊田中学校と合併し「静岡市立豊田中学校」として開校することが決まり、東豊田中は廃校となる。校舎はそれまで使用していた東豊田小学校に併設していた校舎をそのまま使用し豊田中学校東校と改称。しかし地区の住民は東豊田中の再開校を要望し、新中学校建設用地として現在地の土地を市に提供。1年半後に東豊田中学校の再開校が実現した。

### 年表
- 1950年10月15日 - 開校
- 1951年 - 現在地（当時の地番：静岡市国吉田1123番地の1）に校舎が完成し移転
- 1954年 - 校章制定
- 1957年 - 校歌制定
- 1973年 - プール完成
- 2002年 - 生徒の制服改定
- 2006年 - 新体育館完成

## 小学校区
- 静岡市立東源台小学校
- 静岡市立東豊田小学校（葵区古庄三丁目のうち、国道1号以北から静岡鉄道静岡清水線以南にかけての地域については東中学校への変更可）

## アクセス
- しずてつジャストライン県立美術館線「国吉田公民館」停留所から、徒歩5分

## 出身者
- 徳重聡（1978- ）
- 青木雅彦（1983- ）
- 多々良敦斗（1987- ）
- 栗山直樹（1990- ）